# Caridina trifasciata
Caridina trifasciata is een garnalensoort uit de familie van de Atyidae. De wetenschappelijke naam van de soort is voor het eerst geldig gepubliceerd in 2003 door Yam & Cai.